# Cífer
Cífer és un poble i municipi d'Eslovàquia que es troba a la regió de Trnava, a l'oest del país.

## Història
La primera menció escrita de la vila es remunta al 1291.

## Demografia
| Godina             | 1994 | 2004   | 2014   | 2024    |
| ------------------ | ---- | ------ | ------ | ------- |
| Nombre de persones | 3765 | 3837   | 4142   | 4886    |
| Diferència         |      | +1,91% | +7,94% | +17,96% |

| Godina             | 2023 | 2024   |
| ------------------ | ---- | ------ |
| Nombre de persones | 4832 | 4886   |
| Diferència         |      | +1,11% |